# Labeo mesops
Labeo mesops är en fiskart som beskrevs av Günther, 1868. Labeo mesops ingår i släktet Labeo och familjen karpfiskar. IUCN kategoriserar arten globalt som starkt hotad. Inga underarter finns listade i Catalogue of Life.